# Дун Чжимін
Дун Чжимін (кит.: 董枝明; 1 січня 1937 — 20 жовтня 2024) — китайський палеонтолог, співробітник Інституту палеонтології хребетних і палеоантропології. В інституті почав працювати у 1962 році під керівництвом Яна Чжучцзяна. Він описав викопні останки багатьох динозаврів, наприклад Shunosaurus, Datousaurus, Omeisaurus та Archaeoceratops. Досліджував відкладення геологічної формації Дашаньпу.
На честь Дуна Чжиміна названо вид хижих динозаврів Sinraptor dongi.